# Järveküla järv
Järveküla järv är en sjö på norra delen av ön Ösel i Estland. Den benämns även Järveküla järved, vilket är pluralis, då sjön grundats upp och delats i flera mindre sjöar. Den ligger på gränsen mellan kommunerna Leisi och Orissaare i landskapet Saaremaa (Ösel), 150 km sydväst om huvudstaden Tallinn. Järveküla järv ligger 5 meter över havet och arean är 0,053 kvadratkilometer. Den är omgiven av våtmarken Pahila raba och avvattnas av ån Võlupe jõgi. 